# Compton Gonsalves
Compton Aloysius Gonsalves (* 11. Dezember 1926 in Georgetown, Guayana; † 8. März 2012 in San Fernando) war ein Radrennfahrer aus Trinidad und Tobago.
Compton Gonsalves begann 1945 mit dem Radsport. Schon ein Jahr später errang er bei den fünften Zentralamerika- und Karibikspielen in Barranquilla, Kolumbien die Bronzemedaille in der Einerverfolgung. Nach seiner Rückkehr gründete er den Saddle Boys Cycle Club, gewann im Jahr darauf fünf nationale Titel und stellte zwei Rekorde auf. Dann gab er den Sport überraschend auf und zog nach England. Nach einer zehnmonatigen sportlichen Pause entschied er, an den Bahnradsport-Wettbewerben der Olympischen Spiele 1948 in London teilzunehmen, belegte jedoch wegen seiner Wettkampf- und Trainingspause in der Einerverfolgung nur den 16. Platz von 21 Teilnehmern und schied im Sprint schon in der ersten Runde aus. Im Zeitfahren kam er auf den 16. Rang.
1949 tat sich Gonsalves mit seinem heimischen Radsportkollegen Ferdi de Gannes zusammen, um den Radsport aus der Vorherrschaft der Amateur Athletic Association, die unter der Kontrolle der Ölgesellschaft Trinidad Leaseholds Ltd. stand, zu lösen. 1951 wurde die Trinidad and Tobago Cycling Federation gegründet und in den Weltradsportverband Union Cycliste Internationale (UCI) aufgenommen; die beiden Sportler konnten in der Zwischenzeit bei keinem Wettbewerb der UCI starten. 1950 errang Gonsalves jedoch bei den Central American and Caribbean Games in Guatemala-Stadt eine Silbermedaille im Sprint sowie jeweils eine Bronzemedaille im Zeitfahren sowie in der Mannschaftsverfolgung. 1951 beendete er seine aktive Radsport-Karriere. 
1952 gründete er mit drei weiteren Mitstreitern zudem den Madonna Wheelers Cycling Club. Anschließend wurde Gonsalves Präsident der Trinidad and Tobago Cycling Federation. In späteren Jahren zog er nach Kanada. Seit 2010 wird in seinem Heimatland jährlich der „Compton Gonsalves All Star Invitational 300 Metre Power Sprint“ zu seinen Ehren ausgetragen.